# Paul Vallette
Pour les articles homonymes, voir Vallette.
Paul Vallette, né le 20 mars 1872 à Bâle (Suisse) et mort le 12 juin 1953 à Chaville (Seine-et-Oise), aujourd'hui dans les Hauts-de-Seine, est un professeur d'université et latiniste français. 

## Biographie
Paul Louis Vallette est le fils d'un pasteur suisse revenu en France vers 1880. Il étudie au lycée de Montpellier et obtient un baccalauréat ès lettres. Il intègre par la suite la Faculté des lettres de Montpellier et est licencié ès lettres en 1891. Il devient élève de l'École normale supérieure en 1893 et est reçu 1er à l'agrégation de lettres en 1897. Il est titulaire d'un doctorat ès lettres, obtenu en 1909.
Sa carrière académique débute par une période d'enseignement au lycée de Moulins à partir d'octobre 1897, puis en détachement à l'Université de Lausanne à partir de décembre 1897. En 1912, il devient professeur de langues et littérature latine à la Faculté des lettres de Rennes, puis professeur de langue et littérature latines à la Faculté des lettres de Strasbourg, en 1919. Il exerce des fonctions de maître de conférences de langue et littérature latines à la Faculté des lettres de Paris à partir de novembre 1927. Paul Vallette prend sa retraite en septembre 1940, devenant ainsi professeur honoraire. 
Paul Vallette est mobilisé du 3 novembre 1914 au 5 décembre 1916, durant la Première Guerre mondiale.  
Il est l'auteur de plusieurs contributions à la Revue des études anciennes, à la Revue critique, au Bulletin de la Faculté des lettres de Strasbourg, à la Bibliothèque universelle ainsi qu'à la Revue suisse. Il organise par ailleurs une coopérative de consommation à Lausanne puis à Rennes.
Sa femme, Madeleine Monod, était engagée dans le militantisme pour le droit de vote des femmes.

## Publications
- L'apologie d'Apulée, thèse de doctorat (1908).
- Phénix de Colophon et la poésie cynique, extrait de la Revue de philologie (1913).
- Édition et traduction de l'Apologie et des Florides d'Apulée (collection Budé) (1924).
- La doctrine de l'âme chez Lucrèce (1934).
- Direction des Métamorphoses d'Apulée (1940-45), 3 volumes, 2e édition en 1956, 3e édition en 1958.

## Distinctions
Paul Vallette est nommé chevalier de la Légion d'honneur en 1925.